# Jüri Ratas
Jüri Ratas, född 2 juli 1978 i Tallinn, är en estnisk socialliberal politiker och ekonom. Han är sedan 5 november 2016 partiledare för Estniska centerpartiet och var Estlands premiärminister från den 23 november 2016. Han meddelade sin och regeringens avgång den 13 januari 2021 med anledning av korruptionsmisstankar mot andra ledande politiker i Centerpartiet och efterträddes av Reformpartiets partiledare Kaja Kallas som premiärminister 26 januari samma år.. Ratas var tidigare andra vice talman i Riigikogu och var mellan 2005 och 2007 Tallinns borgmästare.

## Biografi

### Uppväxt och utbildning
Jüri Ratas är son till Rein Ratas, som är biologiprofessor, miljöaktivist och politiker. Fadern var från 1992 till 1999 statssekreterare på det estniska miljödepartementet och i många år ledamot av parlamentet, Riigikogu.
Ratas är uppväxt i Tallinn och tog studentexamen 1996 vid gymnasiet i stadsdelen Nõmme. Han studerade därefter vid Tallinns tekniska universitet och har därifrån en examen i affärsadministration från 2000 och en masterexamen i ekonomi från 2002. Under perioden 2002 till 2005 studerade han juridik vid Tartu universitet. Ratas påbörjade även doktorandstudier inom administrativ styrning 2007 vid Tallinns tekniska universitet, vilka han senare avbröt.

### Politisk karriär
Ratas blev medlem av Estniska centerpartiet 2000 och utsågs i februari 2002 till ekonomipolitisk rådgivare till partiordföranden Edgar Savisaar, som då var Tallinns borgmästare. I april 2003 blev Ratas vice borgmästare. Han valdes av Tallinns stadsfullmäktige till Saavisaars efterträdare i november 2005, en post som han behöll fram till mars 2007, då han istället valdes in som ledamot av Riigikogu. Från april 2007 till 2016 var han dessutom andra vice talman i Riigikogu.

### Premiärminister 2016–2021
Ratas tillträdde som premiärminister i november 2016 efter att Estniska reformpartiets koalitionsregering under Taavi Rõivas förlorat en misstroendeomröstning i Riigikogu. De tidigare övriga medlemmarna av regeringskoalitionen, Socialdemokraterna och det konservativa Förbundet Fäderneslandet och Res Publica (bytte senare namn till Isamaa), kom efter nya förhandlingar att istället ingå i en ny regeringskoalition ledd av Ratas och Centerpartiet.
Efter 2019 års parlamentsval valde Ratas och Centerpartiet att bilda ny regering med konservativa Isamaa och högerpopulistiska Estlands konservativa folkparti, EKRE. Regeringen Ratas II tillträdde 29 april 2019.
På grund av korruptionsanklagelser inom Centerpartiet och samarbetspartiernas tillbakadragna stöd tvingades Ratas avgå som premiärminister i januari 2021, men partiet kom under Ratas fortsatta ledarskap att ingå i en ny koalitionsregering med Reformpartiets Kaja Kallas som premiärminister.

## Familj och privatliv
Ratas är gift med Karin Ratas och paret har fyra gemensamma barn. Han har mellan 2012 och 2016 utöver sina politiska engagemang även verkat som ordförande för Estlands basketsportförbund.